# Gzowice
Gzowice – wieś w Polsce położona w województwie mazowieckim, w powiecie radomskim, w gminie Jedlnia-Letnisko. Ma status sołectwa.
Wieś królewska, położona była w drugiej połowie XVI wieku w powiecie radomskim województwa sandomierskiego. Do 1954 roku istniała gmina Gzowice. W latach 1954–1961 wieś należała i była siedzibą władz gromady Gzowice, po jej zniesieniu w gromadzie Słupica. W latach 1945–1975 miejscowość administracyjnie należała do województwa kieleckiego, następnie w latach 1975-1998 do województwa radomskiego.
Wierni Kościoła rzymskokatolickiego należą do parafii św. Józefa Oblubieńca Najświętszej Maryi Panny w Kuczkach.